# マルゴーAOC
マルゴー （Margaux
）は、フランスのワイン産地。

## 特徴
マルゴーはガロンヌ川河口の左岸に位置するワイン生産の好適地である。メドック地区の6つある村名を名乗れるAOCのなかでは最も南に位置し、土壌の水はけがいいため、優しく優雅な味わいのワインと言われている。ぶどう品種はカベルネ・ソーヴィニョンが7割近くを占め、メルローは比較的少ない。カベルネ・フラン、プティ・ヴェルドもわずかながら作られている。
ワイン銘柄「シャトー・マルゴー」は、世界で最も高い名声を有する赤ワインの一つである。

## 主な銘柄

### 第一級
- シャトー・マルゴー

### 第二級
- シャトー・ローザン・セグラ
- シャトー・ローザン・ガシー
- シャトー・デュルフォール・ヴィヴァン
- シャトー・ラスコンブ
- シャトー・ブラーヌ・カントナック

### 第三級
- シャトー・デミライユ
- シャトー・フェリエール
- シャトー・マレスコ・サン・テクジュペリ
- シャトー・マルキ・ダーレム・ベッケール
- シャトー・ボイド・カントナック
- シャトー・カントナック・ブラウン
- シャトー・ディッサン
- シャトー・キルヴァン
- シャトー・パルメ
- シャトー・ジスクール

### 第四級
- シャトー・マルキ・ド・テルム
- シャトー・プージェ
- シャトー・プリウレ・リシーヌ

### 第五級
- シャトー・ド―ザック
- シャトー・デゥ・テルトル

### 1855年メドック格付けに入らなかったシャトー
- シャトー・スーサン